# Fermió
Un fermió és qualsevol partícula elemental o sistema lligat que presenta un espín semienter senar (s = 1/2, 3/2...) i amb un comportament que s'ajusta a l'estadística de Fermi-Dirac. Entre els fermions hom troba partícules elementals com els leptons (per exemple electrons i muons) i els quarks. Entre els sistemes lligats trobem partícules compostes com els barions (per exemple protons i neutrons) o nuclis atòmics que presenten un nombre màssic senar com en el cas del triti, l'heli 3 o l'urani 233. Tota la matèria està formada per fermions. Els fermions foren nomenats el 1945 per físic anglès Paul Dirac en honor del físic italià Enrico Fermi (1901-1954).
La principal diferència entre els fermions i els bosons, l'altre grup de partícules elementals que conforma el model estàndard, rau en el fet que els fermions obeeixen el principi d'exclusió de Pauli, que estableix que dues partícules no poden ocupar el mateix estat quàntic alhora. Aquesta condició fonamental explica, per exemple, l'ordenació dels electrons en l'escorça d'un àtom mitjançant l'ocupació d'orbitals atòmics successius al voltant del nucli atòmic i, consegüentment, impedeix que la matèria ordinària col·lapsi a un estat de densitat extrema.  Pel que fa als seus processos d'interacció, els fermions es generen i experimenten l'anihilació en parelles partícula-antipartícula.

## Història
El 1928 el físic britànic Paul Dirac (1902-1984) derivà la seva equació homònima, que descriu la física de les partícules fonamentals d'espín s = 1/2 anomenades fermions. Per a les partícules amb càrrega i massa, trobà que l'equació de Dirac prediu l'existència de l'electró i la seva antipartícula el positró. Aquest últim fou descobert el 1932.
Tanmateix, hi ha altres solucions de l'equació de Dirac que suggereixen l'existència de partícules més exòtiques que l'electró familiar. El 1937 el físic italià Ettore Majorana (1906-1038) descobrí una solució de l'equació que descriu una partícula neutra que és la seva pròpia antipartícula: el fermió de Majorana.
Una altra solució de l'equació de Dirac, aquesta vegada per a partícules sense massa, la derivà el 1929 el matemàtic alemany Hermann Weyl (1885-1955).

## Tipus de fermions
El model estàndard reconeix dos tipus de fermions elementals: els quarks i els leptons. En total, el model distingeix 24 tipus diferents de fermions. Hi ha sis quarks (quark u, quark d, quark s, quark c, quark b i quark t) i sis leptons (electró, neutrí electrònic, muó, neutrí muònic, leptó tauó i neutrí tauó), juntament amb l'antipartícula corresponent de cadascun d'ells.
Matemàticament hi ha tres tipus de fermions:
- Fermions de Weyl (sense massa).
- Fermions de Dirac (massius).
- Fermions de Majorana (cadascun la seva pròpia antipartícula).

Es creu que la majoria dels fermions del model estàndard són fermions de Dirac, encara que es desconeix en aquest moment si els neutrins són fermions de Dirac o de Majorana (o tots dos). Els fermions de Dirac es poden tractar com una combinació de dos fermions de Weyl.

## Fermions de Dirac
| Nom               | Càrrega | Massa (GeV) |
| ----------------- | ------- | ----------- |
| Electró           | –1      | 0,000 511   |
| Neutrí electrònic | 0       | ~0          |
| Muó               | –1      | 0,105 6     |
| Neutrí muònic     | 0       | ~0          |
| Tauó              | –1      | 1,777       |
| Neutrí tauònic    | 0       | ~0          |

Un fermió de Dirac és un fermió que no és la seva pròpia antipartícula, anomenats així per Paul Dirac. Tots els fermions al model estàndard, excepte possiblement els neutrins, són fermions de Dirac.

### Leptons
Els leptons són partícules elementals de spin s = 1/2 que no són sensibles a la interacció forta. La primera família de leptons està formada per l'electró, el positró i el neutrí. L'electró té càrrega elèctrica negativa de –1,6 × 10–19 coulombs i massa de 9,10 × 10–31 kg. Es representa habitualment com a e–. El positró, l'antipartícula (simetria C, de càrrega) de l'electró té la mateixa massa, i càrrega positiva. Es representa per e+. El neutrí, segons els últims experiments de detecció de neutrins solars, tindria massa, encara que aquesta no s'ha pogut determinar amb precisió fins avui, i seria petita. Aquests leptons, juntament amb els quarks u i d, formen el primer de tres grups de partícules, o generacions. Les altres generacions només es diferencien d'aquesta en la massa. En la segona família, el leptó similar a l'electró és el muó, i l'anàleg del neutrí és el neutrí muònic. En la tercera generació, la partícula similar a l'electró és el tau. Al neutrí li correspon el neutrí tauònic.

### Quarks
Un quark és una partícula fonamental de spin s = 1/2 i càrrega elèctrica fraccionària que constitueix els hadrons i és sensible a les quatre interaccions fonamentals. El quark u i el quark d són els components del protó (uud), del neutró (udd), i els altres hadrons. Es creu que només poden existir en grups de dos, o tres (o més recentment, cinc). Es diferencien dels leptons pel fet que tenen càrregues de +2/3 o –1/3 (–2/3 o +1/3 els antiquarks). Tots els quarks tenen un espín de ½ ћ. La segona generació està formada pel quark c i el quark s. La tercera és la que formen el quark t i el quark b.
| Nom     | Càrrega | Massa (MeV)         |
| ------- | ------- | ------------------- |
| Quark u | +2/3    | entre 1,5 i 4,5 ¹   |
| Quark d | –1/3    | entre 5 i 8,5 ¹     |
| Quark c | +2/3    | entre 1 000 i 1 400 |
| Quark s | –1/3    | entre 80 i 155      |
| Quark t | +2/3    | 174 300 ± 5 100     |
| Quark b | –1/3    | entre 4 000 i 4 500 |

Les estimacions de les masses dels quarks u, i d, són objecte de controvèrsia, i encara s'investiguen; de fet, hi ha autors que suggereixen que el quark u podria essencialment no tenir massa.

### Fermions composts

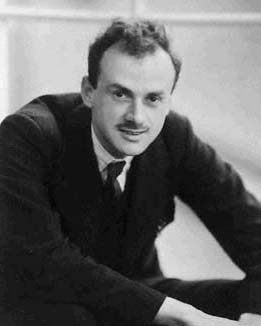
Paul Adrien Maurice Dirac.

Les partícules compostes, com els àtoms i les molècules, poden ser fermions o bosons. Els fermions estan formats per un nombre senar de fermions, mentre que els bosons en tenen un nombre parell. El 6Li, per exemple, amb tres protons i tres neutrons al nucli atòmic, és un fermió compost, mentre que el 7Li, amb tres protons i quatre neutrons al nucli atòmic, és un bosó compost. A temperatures ordinàries, els dos isòtops tenen les mateixes propietats, però a temperatures molt baixes apareixen propietats quàntiques completament diferents. Quan el 7Li es refreda, es converteix en un condensat de Bose-Einstein. Si un gas de fermions, per exemple un de format per 6Li, es refreda per sota de la temperatura de Fermi, apareix un gas de Fermi degenerat, en el qual els àtoms s'agrupen en parells de Cooper.
Els fermions poden mostrar un comportament bosònic quan s'uneixen de manera fluixa en parelles. Aquest és l'origen de la superconductivitat i la superfluïdesa de l'heli 3: en els materials superconductors, els electrons interaccionen mitjançant l'intercanvi de fonons, formant parells de Cooper, mentre que a l'heli 3, els parells de Cooper es formen mitjançant fluctuacions de spin.
Les quasipartícules de l'efecte Hall quàntic fraccionat també es coneixen com a fermions composts; consisteixen en electrons amb un nombre parell de vòrtexs quantificats units.

## Fermions de Majorana

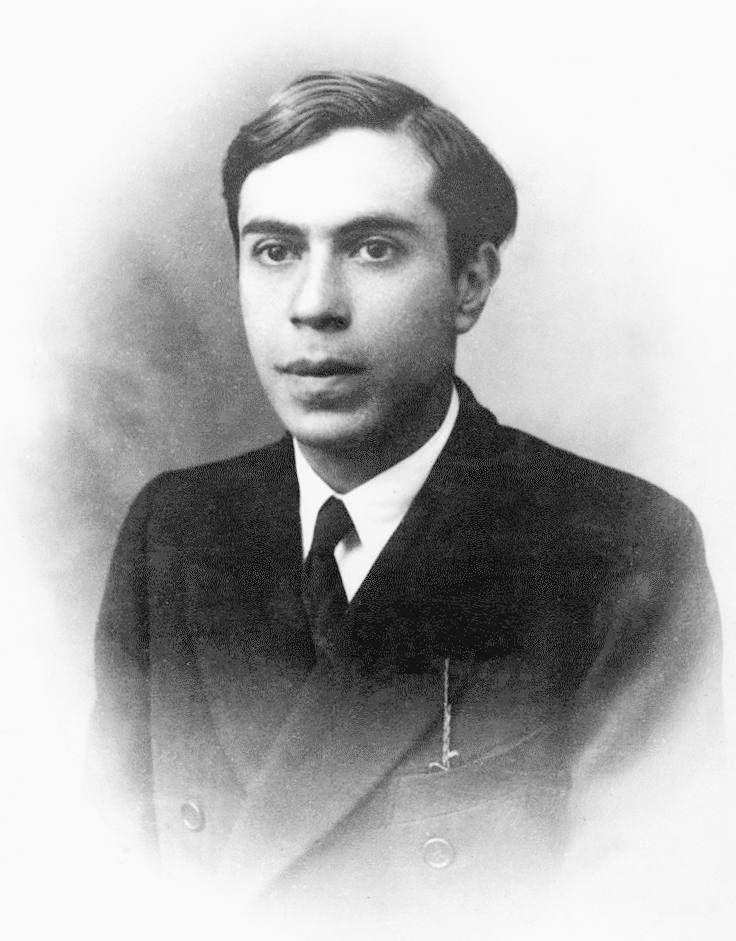
Ettore Majorana.

Un fermió de Majorana és un fermió que és la seva pròpia antipartícula, anomenats així per Ettore Majorana. No es coneixen fermions de Majorana a la natura. Tot i que no hi ha proves que els fermions de Majorana existeixin com a partícules fonamentals, s'han detectat excitacions col·lectives (o quasipartícules) semblants a Majorana en sistemes de matèria condensada.
El 2017 un equip de físics aconseguiren trobar la primera evidència que els fermions de Majorana existeixen realment. La troballa es dugué a terme després d'una sèrie d'experiments amb materials exòtics als laboratoris de la Universitat de Califòrnia, en col·laboració amb científics de la Universitat Stanford. Els resultats dels experiments se centraren en un tipus concret de partícula de Majorana, coneguda com a «fermió quiral», perquè es mou al llarg d'una ruta unidimensional i només en una única direcció. I malgrat que els experiments per treure'l a la llum van ser extremadament difícils de concebre, preparar i dur a terme, el senyal que van produir fou clar i rotund, segons els investigadors.

## Fermions de Weyl

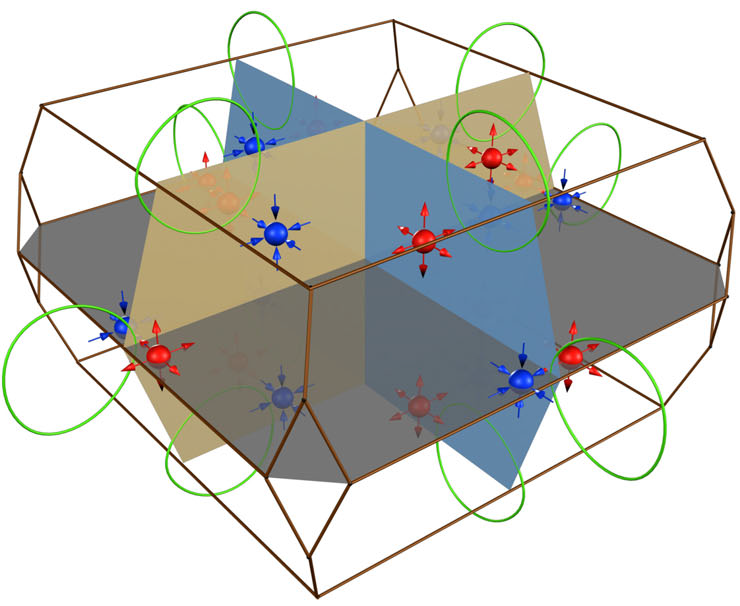
Vista 3D dels anells nodals (en el cas de l'absència d'acoblament gir-òrbita) i punts de Weyl de diferent quiralitat (en presència d'acoblament gir-òrbita) a la zona de Brillouin del semimetall de Weyl TaAs obtinguts per càlculs del primer principi.

Durant un temps es va pensar que els neutrins eren fermions de Weyl, però ara sembla gairebé segur que els neutrins tenen massa i, per tant, no són partícules de Weyl. El 2015 a la Universitat de Princeton trobaren proves que els fermions de Weyl existeixen com a quasipartícules (excitacions col·lectives d'electrons) a l'arsenur de tàntal semimetall TaAs. El 2014 es publicaren càlculs que suggerien que el TaAs era un semimetall de Weyl i, per això hauria de tenir fermions de Weyl a la seva massa i una característica diferent de la seva superfície anomenada «arc de Fermi». Utilitzant una tècnica estàndard anomenada espectroscòpia de fotoemissió resolta per angles (ARPES), l'equip trobà proves d'un arc de Fermi. Aleshores, l'equip feu servir una tècnica anomenada ARPES de raigs X suau per investigar més a fons la major part del material, on trobà més proves de fermions de Weyl en forma de «cons de Weyl» i «nodes de Weyl», tots dos d'acord amb els càlculs anteriors dels investigadors.
Els fermions de Weyl podrien ser molt útils perquè la seva naturalesa sense massa els permetria conduir la càrrega elèctrica a través d'un material molt més ràpid que els electrons normals, que es podrien utilitzar per crear circuits electrònics més ràpids. Aquesta propietat també la comparteixen els electrons del grafè. Tanmateix, a diferència del grafè, que és un material 2D, els fermions de Weyl haurien d'existir en materials 3D més pràctics. A més, les partícules de Weyl estan protegides topològicament de la dispersió, la qual cosa significa que podrien ser útils en ordinadors quàntics.

## Bibliofgrafia
- Barnett, R. Michael; Muehry, Henry; Quinn, Helen R. The Charm of Strange Quarks Mysteries and Revolutions of Particle Physics (en anglès).  Springer, 2000. DOI 10.1007/978-0-387-21534-1. ISBN 978-1-4684-9510-2.